# Underground Resistance

Logo von Underground Resistance

Underground Resistance (kurz UR) ist ein US-amerikanisches Label und Musikprojekt aus Detroit.

## Biografie
Underground Resistance wurde am 2. November 1989 von Jeff Mills und Mike Banks („Mad Mike“) gegründet. Mills arbeitete vor dieser Zeit an einem Projekt namens „The Final Cut“, eine Formation, die Techno und Industrial Rock produzierte. Nachdem er „Mad Mike“ traf, entdeckten beide Vorlieben und Gemeinsamkeiten in ihrer Musik und Produktionstechnik und fingen an gemeinsam zu produzieren. Zur Gründung von Underground Resistance sagt Mike Banks: „UR ist aus der Kraft von Public Enemy und aus der Liebe für die deutsche Präzision von Kraftwerk entstanden.“
Die erste Veröffentlichung „Your Time Is Up“ lässt sich als Garage-House-Veröffentlichung einordnen, sie zeichnet sich durch Synthpianos und den Gesang der Detroiter Sängerin Yolanda aus. Mit der Katalognummer 7 setzten die Macher später eine EP nach, die „Living For The Nite“ heißt und in eine ähnliche Richtung ging.
Der Kult um Underground Resistance entstand mehr oder weniger durch ihr Handeln und Auftreten, das sich von der eher hedonistisch geprägten Techno-Szene deutlich unterschied. Kleine politische Botschaften und Comicbilder auf den Schallplatten verwirrten Plattenbosse und gewöhnliche Plattenkäufer. Meist traten die Akteure (Mills, Banks und Robert Hood, der UR als MC unterstützte und später Mitglied wurde) maskiert auf. Ihr militantes Auftreten (Camouflagehosen, schwarze T-Shirts) sorgte zusätzlich für Verwirrung. Live-Auftritte werden als Assaults (dt. Angriffe, Stürme) bezeichnet. Es wurden Platten veröffentlicht (manchmal nur in Detroit erhältlich), die verkehrt herum liefen und somit von herkömmlichen, automatischen Plattenspielern nicht abgespielt werden konnten.
Durch Kontakte in das wiedervereinte Berlin fanden UR eine Lobby für ihre Musik. So erschien die „X-10x“-Serie, die exklusiv auf dem Label Tresor Records veröffentlicht wurde.
Ende 1992 trennte sich Mills aus dem Verbund, dem mittlerweile viele „Kämpfer“ angehören, um Resident-DJ im New Yorker Limeclub zu werden. Wenig später folgte ihm Robert Hood. Seit diesem Zeitpunkt leitet Mike Banks die Aktivitäten von UR alleine, zum Projekt Underground Resistance gehören jedoch mehrere Mitglieder.

## Konzept
Im Wesentlichen richtet sich das Konzept von UR laut eigener Aussage gegen die Verzweiflung in den Ghettos, die Major-Plattenfirmen („Majors“), das segregationistische amerikanische System und das sogenannte Programming. „Programming bedeutet, daß das System – und damit ist der gesamte Komplex von Staat, Öffentlichkeit und Wirtschaft gemeint – die Bürger zu seinem Vorteil programmiert. Durch Schulbildung, Erziehung, Werbung und auch Gesetze wird das Volk in eine funktionierende Maschine umgewandelt. Der Mensch wird von seinen Einflüssen, die auf ihn einwirken, indoktriniert, so daß er den Richtlinien der Gesellschaft Genüge tut, und sie so am Leben erhält.“
Underground Resistance sind außerdem bestrebt, auf das wirtschaftliche Desaster in Detroit aufmerksam zu machen und Jugendliche vor Drogenmissbrauch und Kriminalität zu bewahren. Ihre Philosophie verbreiten UR oft in Form von Botschaften (z. B. des Unknown Writers, einem Pseudonym des UR-Mitglieds Cornelius Harris) auf ihren Tonträgern (z. B. Message To The Majors, Black Moon Rising oder Revenge Of The Jaguar – The Mixes) sowie in den Songtexten und Titeln mancher Tracks wie z. B. Fuck The Majors, Electronic Warfare („Do not allow yourself to be programmed“) oder Transition. Oft sind die Ansichten von Underground Resistance falsch interpretiert worden, was dazu führte, dass Mike Banks Verbrüderungsschreiben von libyschen Extremisten und der Irish Republican Army (IRA) bekam, die offensichtliche Geistesverwandtschaft vermuteten. Underground Resistance selbst distanzieren sich von Militarismus und Terrorismus.

## Konflikt mit Sony BMG
1999 wurde der Track „Jaguar“ von DJ Rolando aka The Aztec Mystic veröffentlicht, der sich zunächst zu einem Underground Hit und letztendlich zu einem Klassiker der Technoszene entwickelte. Das Majorlabel Sony (und BMG, die das Stück lizenzierten) interessierte sich für eine Veröffentlichung des Tracks „Jaguar“ im großen Stil. Underground Resistance lehnten dies aus Überzeugung ab, es erscheint aber dennoch eine Coverversion inkl. Videoclip ohne Zustimmung. Weltweit überfluteten daraufhin viele Mails von Underground-Resistance-Sympathisanten den Sony-Mailserver und legten ihn lahm. Die bekanntesten DJs der Welt unterstützten das Original in der so genannten Condition red (dt. Alarmstufe rot). Sony zog letztendlich die europäische Veröffentlichung kleinlaut zurück, veröffentlichte jedoch das „Jaguar“-Cover weiterhin in Südamerika.
Zu dieser Angelegenheit äußerte sich Mike Banks in dem Buch Elektroschock – Die Geschichte der elektronischen Tanzmusik von Laurent Garnier und David Brun-Lambert: „Es waren schmutzige Geschäfte! Aber über die rechtlichen Fragen hinaus war das für uns eine spirituelle Schändung. Ich bete für die Seelen der Leute, die das getan haben. Denn das war, wie einen Engel zu vergewaltigen.“
Der französische DJ und Produzent Laurent Garnier schrieb hierzu: „Jaguar war in gewisser Weise das Trojanische Pferd des Techno, das daran erinnerte, dass the soul, die Seele dieser Musik, unverkäuflich ist und dass es bei den bösartigen Angriffen und Schachzügen der Gangster aus dem Musikbusiness keine gütliche Übereinkunft geben konnte.“

## Weitere Mitglieder
- Andre Holland
- Cornelius Harris
- DJ Dex
- Drexciya
- Frankie Fultz
- Galaxy 2 Galaxy
- Gerald Mitchell
- Ghetto Tech
- James Pennington (alias Suburban Knight)
- Marc Floyd
- Mark Taylor
- Milton Baldwin
- Perception
- Raphael Merriweathers Jr.
- Santiago Salazar
- Timeline

## Ehemalige Mitglieder
- DJ Rolando (aka The Aztec Mystic)
- Jeff Mills
- Robert Hood

## Wichtige Veröffentlichungen
- UR001 UR & Yolanda – Your Time Is Up
- UR002 Sonic
- UR003 Final Frontier
- UR007 UR & Yolanda – Living for the night
- UR010 Riot
- UR011 Suburban Knight – By Night
- UR012 The Seawolf
- UR013.5 X101 – Sonic Destroyer
- UR017 Punisher
- UR020 World 2 World
- UR022 Death Star
- UR023 Message to the majors (Fuck the majors)
- UR024 Acid Rain II
- UR025 Galaxy 2 Galaxy
- UR033 Electronic Warfare (Album)
- UR042 Turning Point
- UR044 Hard Life
- UR047 Mark Taylor – Vintage Future
- UR049 The Aztec Mystic (DJ Rolando) – Knights Of The Jaguar
- UR-2001 Millennium 2 Millennium
- UR-3000 Inspiration / Transition